# کنکیچی سونوگاشیرا
کنکیچی سونوگاشیرا(به ژاپنی: 薗頭 健吉) شیمیدان ژاپنی و از استادان دانشگاه اوزاکا است. 
عمده شهرت وی به دلیل کشف واکنش جفت‌شدن سونوگاشیرا در سال ۱۹۷۵ است.